# Franz-Joachim Schneider
Franz-Joachim Schneider (* 8. März 1925 in Berlin; † 19. Februar 2008 in München) war ein deutscher Verleger.

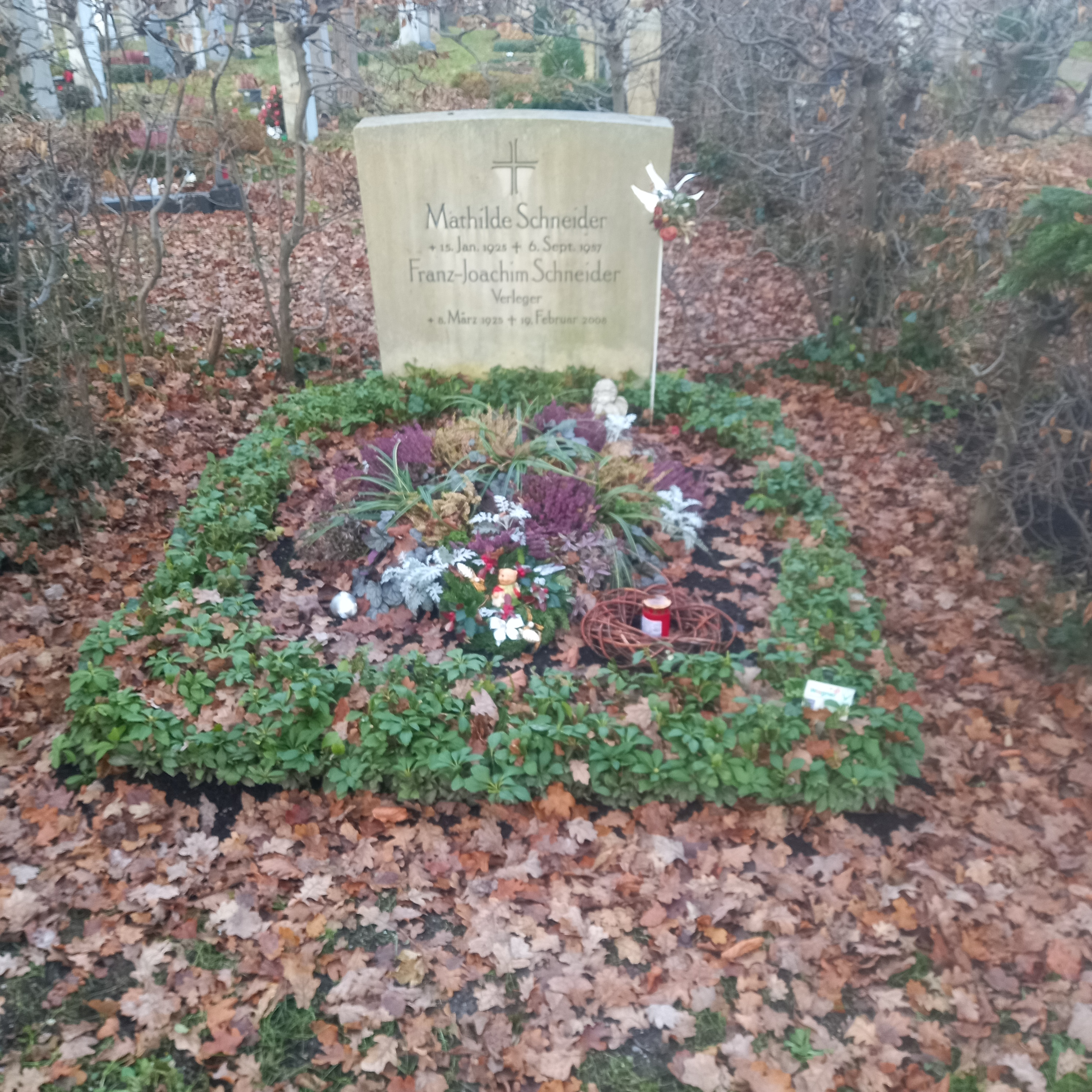
Das Grab von Franz-Joachim Schneider und seiner Ehefrau Mathilde auf dem Nordfriedhof (München)

## Leben
Schneider trat nach dem Zweiten Weltkrieg, an dem er als Jagdflieger teilnahm, in den von seinem Vater 1913 gegründeten Franz Schneider Verlag ein. 1964 übernahm er die Verlagsleitung von seiner Mutter Luise Schneider. Mit dem 1953 eingeführten Slogan Kinder lieben SchneiderBücher und dem charakteristischen roten S machten Mutter und Sohn den Franz Schneider Verlag zu einem der erfolgreichsten deutschen Kinderbuchverlage in den 1960er und 1970er Jahren. Zu den großen Bucherfolgen seines Verlagshauses gehören die Reihen Hanni und Nanni von Enid Blyton, Käpt’n Konny und seine Freunde von Rolf Ulrici oder Oliver Hassencamps Burg Schreckenstein.

In guten Zeiten produzierte der Verlag 3,5 Millionen Bücher jährlich, bis zu 120.000 Stück täglich. Die Bücher wurden außer in Buchhandlungen auch in Spielzeuggeschäften, Kaufhäusern und Papierläden verkauft. Sie hatten abwaschbare Buchdeckel und trugen deutlich sichtbare Vorschläge für das Alter künftiger Leser. Damit sollten den Käufern die Auswahl erleichtert werden. 

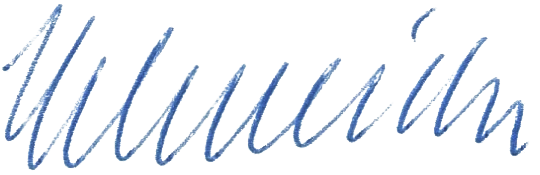
Signatur Franz Schneider

Im Mai 1985, nach seinem 60. Geburtstag, verkaufte Schneider den Verlag an die international tätige dänische Egmont-Gruppe und zog sich ganz aus dem Verlagsgeschäft zurück. Es war kein Notverkauf, der Verlag war zu dem Zeitpunkt Marktführer in seinem Bereich. Franz Schneider, Vater von vier Töchtern, erneuerte seinen Pilotenschein, erwarb ein Flugzeug, nannte es Bärli-Line und machte damit weltweite Reisen. Unter seinem Künstlernamen Jo Baerli beschäftigte er sich mit Pop-Art. Kurz vor seinem 75. Geburtstag eröffnete er in der ehemaligen Lagerhalle seines alten Verlages in München eine Ausstellung seiner Werke als Pop-Art-Künstler und verkaufte sie zugunsten eines Hilfsfonds für Kinder in Not.
Er starb nach schwerer Krankheit im Alter von 82 Jahren in München und fand auf dem Nordfriedhof seine letzte Ruhestätte.

## Auszeichnungen
- 1968: Wasserwachtmedaille in Gold des Deutschen Roten Kreuzes[3]
- 1973: Bayerischer Verdienstorden[3]